# Jonas Kessler
Jonas Kessler (geb. 24. März 1908 in Köln; gest. 5. August 1944 in Krakau) war ein deutscher Kaufmann jüdischer Herkunft. 1944 wurde er im Konzentrationslager Plaszow erschossen.
Die Großeltern von Jonas Kessler stammten aus Galizien und waren um 1905 nach Köln gekommen. Die Eltern Isaak Mosche (geb. 23. Oktober 1878) und Sara Czipe Kessler (geb. 27. Dezember 1881) hatten insgesamt acht Kinder, vier Töchter und vier Söhne; Jonas war der erste Junge nach vier Mädchen. Im Dezember 1918 starb Isaak Kessler an den Folgen von Kriegsverletzungen, die er sich im Ersten Weltkrieg zugezogen hatte, und wurde auf dem alten jüdischen Friedhof am Melatengürtel beigesetzt. Sara Kessler musste ihre acht Kinder allein groß ziehen und führte zudem ein Geschäft für An- und Verkauf. Die Familie wohnte am Kartäuserhof in der Südstadt.
Jonas Kessler war ein begeisterter Sportler. Er boxte erfolgreich im jüdischen Sportverein JBC Makkabi Köln, einem von zwei rein jüdischen deutschen Boxvereinen, im Halbschwergewicht. Er absolvierte das Gymnasium und machte eine Ausbildung zum Kaufmann. Ab 1926 war er mit einer nichtjüdischen Frau liiert; das Paar, das nicht verheiratet war, bekam zwei Kinder. Nach Inkrafttreten der Nürnberger Gesetze vollzogen die Eheleute Kessler eine Scheintrennung und konnten sich nur noch im Geheimen treffen, und Jonas Kessler durfte seinen Beruf nicht mehr ausüben.

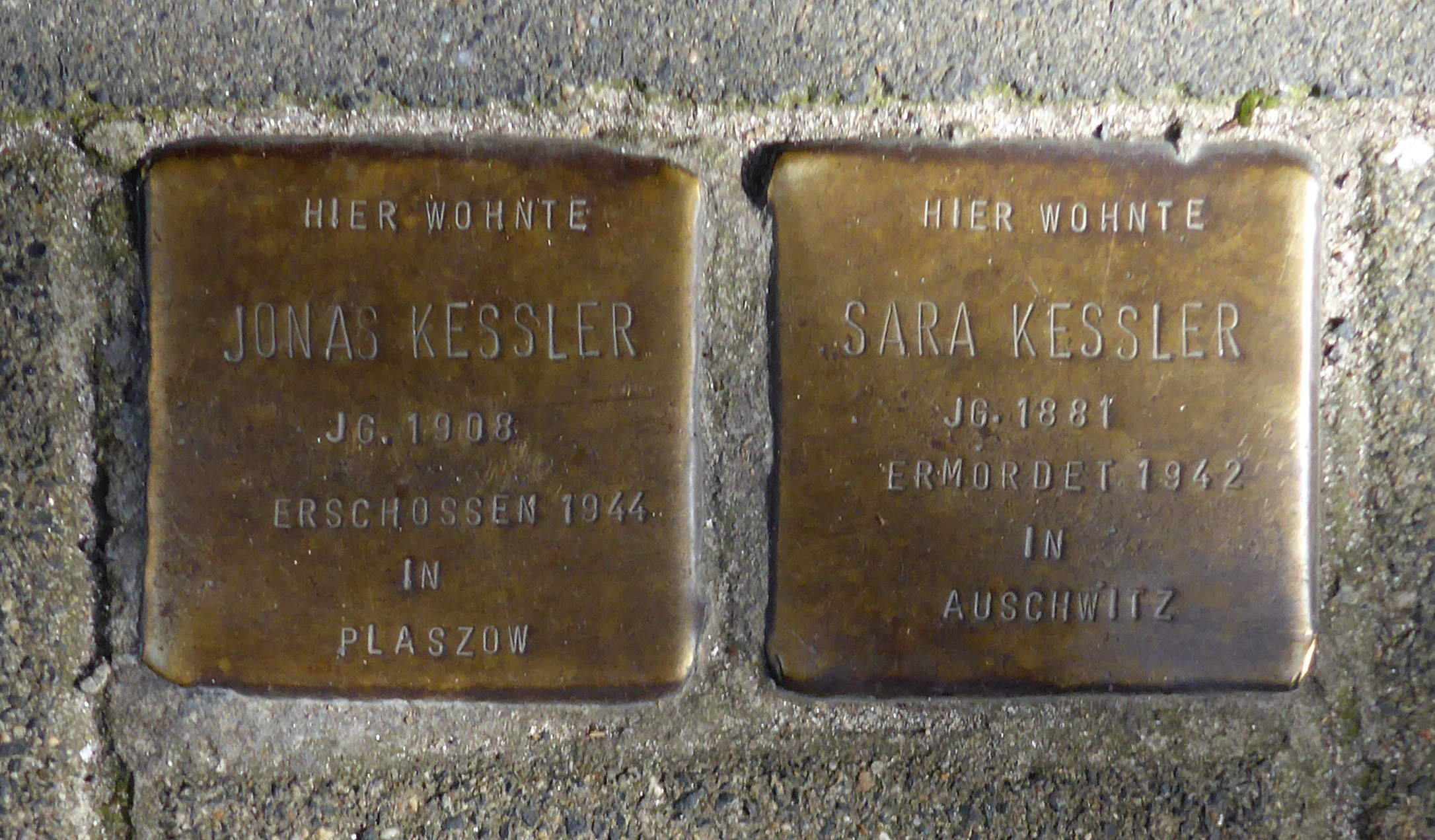
Stolpersteine für Sara und Jonas Kessler, Kartäuserhof 8 (Altstadt-Süd)

Am Tag nach der Pogromnacht im Jahre 1938 floh Jonas Kessler mit Mitgliedern seiner jüdischen Herkunftsfamilie zunächst nach Belgien; von seiner Frau konnte er sich nicht verabschieden, sondern lediglich kurz von seiner Tochter vor deren Schule in Köln. Anschließend floh er mit seiner Familie nach Polen, wo sie schließlich nach 1941 im Warschauer Ghetto leben mussten. Von dort wurde Kessler in das Arbeitslager Plaszow bei Krakau deportiert, wo er am 5. August 1944 erschossen wurde.
Kesslers Mutter Sara und drei ihrer Töchter kamen 1942/43 in Auschwitz ums Leben.
Vor dem Haus Kartäuserhof 8 in der Kölner Südstadt sind Stolpersteine für Sara und Jonas Kessler verlegt. Für die Schwester von Jonas Kessler, Eva Silberstein (geborene Kessler, am 2. April 1906) und ihre Tochter Cilli-Rosa Silberstein (geboren am 2. Juli 1933) wurden zwei weitere Stolpersteine am Kartäuserhof 13 verlegt.
Jonas Kesslers Bruder Sally überlebte den Holocaust, wurde nach dem Krieg geschäftsführendes Vorstandsmitglied der Synagogengemeinde in Köln und saß für die SPD im Rat der Stadt Köln.